# 一条工務店
株式会社一条工務店（いちじょうこうむてん、英：ICHIJO CO.,LTD.）は、東京都江東区に本社を置く大手ハウスメーカー。拠点数は沖縄県を除く全国約500ヶ所、工場は18ヶ所、アメリカ合衆国に2ヶ所。戸建て住宅販売戸数において、大手ハウスメーカーの中で5年連続で業界1位を獲得（住宅産業新聞調査）。

## 概要
木造軸組工法や2×6工法による注文住宅及び分譲住宅を展開する。住宅性能や自社オリジナルの標準仕様、「全館床暖房」「大容量太陽光発電」「強化ガラス採用トリプル樹脂サッシ」などの設備が特徴であり、業界最高レベルの住宅性能により健康・快適・省エネな暮らしを実現する“住環境”を兼ね備えている。また、すべての家で気密測定を実施し合格基準に達しているかの確認をしてから引き渡しをするという厳しいチェック体制がある他、全戸自社で地盤調査を行うという独自のハウスメーカーである。企業ポリシーは｢家は、性能。｣。そのため、設立当初から東京大学と産学協同で各種実大建物実験を行い、住宅の耐震性や耐久性などの性能を検証する取り組みを積極的に行っている。2019年（令和元年）には、国立研究開発法人防災科学技術研究所との合同プロジェクトで「耐水害住宅」の性能実験を実施している。
テレビや新聞の広告をあまり行わず、住宅展示場の出展に注力し、展示場の棟数は業界1位。近年は、高気密・高断熱仕様の「i-cube」「i-smart」(i-smartは商品別販売棟数で6年連続第1位を記録)の販売・普及に努めており、蓄電池の採用率も業界第1位になるなど、住宅として｢ハウス・オブ・ザ・イヤー・イン・エレクトリック｣、｢省エネ大賞｣などの環境・省エネに関する賞を受賞する他、「グッドデザイン賞」、「キッズデザイン賞」などの安全性や快適性を考えた家造りも高く評価されるなど公的な賞を多数受賞している。
2012年6月に、浜松市の沿岸部約17.5キロに津波対策の防潮堤を整備するための建設資金300億円を静岡県に寄付することを発表した。
2021年、2022年、2023年、2024年、2025年と5年連続で3つのギネス世界記録に認定という快挙を達成。「年間注文住宅受注実績」「年間太陽光搭載住宅建築実績」「住宅工場規模」の3部門でトリプル認定された。

## 略歴
- 1978年（昭和53年）9月 - 静岡県浜松市で設立。
- 1989年（平成元年）4月 - 一条U.S.A（米・オレゴン州）設立。
- 1994年（平成6年）3月 - 本店を東京に移転。
- 1996年（平成8年）4月 - センタービル（現・浜松本社）完成。
- 2002年（平成14年）6月 - 日本免震構造協会技術賞を受賞。
- 2004年（平成16年）6月 - 日本建築協会賞を受賞。
- 2005年（平成17年）11月 - 地球温暖化防止活動 環境大臣表彰 受賞。
- 2006年（平成18年）1月 - 省エネ大賞（省エネルギーセンター会長賞）受賞。木づかい運動顕彰 農林水産大臣感謝状 授与。
- 2008年（平成20年）
  - 4月 - 第1回ハウス・オブ・ザ・イヤー・イン・エレクトリック大賞を受賞。
  - 10月 -「全館床暖房」でグッドデザイン賞を受賞。
- 2009年（平成21年）- ICHIJO USAをアメリカ・ワシントン州に設立。
- 2010年（平成22年）
  - 6月 - 日本免震構造協会普及賞を受賞。
  - 10月 -「一条ハイブリッド免震」でグッドデザイン賞を受賞。
- 2011年（平成23年）
  - 4月 -「エコ・ファースト企業」に認定。
  - 10月 -「夢発電システム」でグッドデザイン賞を受賞。
- 2012年（平成24年）
  - 5月 - 浜松本社を移転。
  - 6月 - 静岡県の防潮堤事業に300億円の寄付を発表。
  - 7月 -「夢の家＿全館床暖房」でキッズデザイン賞を受賞。
  - 10月 - ICHIJO USAが日系企業で初となる「Builders Challenge Award」を受賞。環境メッセージEXPO2012にてオルタナ賞を受賞。
  - 11月 -「夢発電システム」でエコプロダクツ大賞 国土交通大臣賞を受賞。
- 2013年（平成25年）
  - 2月 - 「低炭素杯」最優秀ソーシャルイノベーション賞受賞。
  - 4月 - 第1回ハウス・オブ・ザ・イヤー・イン・エナジー大賞を受賞。
- 2014年（平成26年）1月 - 省エネ大賞 住宅業界初となる製品・ビジネスモデル部門「資源エネルギー庁長官賞」受賞。
- 2016年（平成28年）
  - 1月 -「i-シリーズⅡ」で省エネ大賞 経済産業大臣賞を受賞。
  - 3月 - ハウス・オブ・ザ・イヤー・イン・エナジー2015 大賞を受賞。
  - 4月 - 名阪ショールームリニューアルオープン。
  - 11月 - 地球温暖化防止活動環境大臣表彰を受賞。
- 2017年（平成29年）
  - 3月 - ジャパン・レジリエンス・アワード優秀賞を受賞。
  - 9月 -「分譲住宅アイパレット」「全館さらぽか空調」「家電収納型ホットあんしんカップボード」でキッズデザイン賞を受賞。
- 2018年（平成30年）8月 -「リモコンニッチsa」でキッズデザイン賞を受賞。
- 2019年（令和元年）
  - 8月 -「花粉ジェット」「強化ガラス採用トリプル樹脂サッシ」「こども住ま育ブック」でキッズデザイン賞を受賞。グラン・セゾン発売。
  - 10月 - 防災科学技術研究所にて「耐水害住宅」公開実験実施。
- 2020年（令和2年）
  - 8月 -「i-smile」「ロスガード90 うるケア」でキッズデザイン賞を受賞。
  - 9月 - 耐水害住宅を発売。
  - 10月 -「ロスガード90 うるケア」「強化ガラス採用トリプル樹脂サッシ」「一条タワー」「一条工務店住まいのサポートアプリ『i-サポ』」の4作品が2020年度グッドデザイン賞を受賞。
  - 11月 -「耐水害住宅」が気候変動アクション環境大臣表彰を受賞。
- 2021年（令和3年）
  - 1月 - ギネス世界記録三冠認定「年間注文住宅受注実績」「年間太陽光搭載住宅建築実績」「住宅工場規模」。
  - 10月 -「ジャパン・レジリエンス・アワード2021」準グランプリ金賞（企業・産業部門）を受賞。
- 2022年（令和4年）
  - 1月 - グラン・スマート発売。ギネス世界記録三冠認定（2年連続）「年間注文住宅受注実績」「年間太陽光搭載住宅建築実績」「住宅工場規模」。2021年度の省エネ大賞最高賞（経済産業大臣賞）を受賞。
  - 6月 - 「耐水害住宅」が2022年度グッドデザイン賞（公益財団法人日本デザイン振興会主催）を受賞。
- 2023年（令和5年）1月 - ギネス世界記録三冠認定（3年連続）「年間注文住宅受注実績」「年間太陽光搭載住宅建築実績」「住宅工場規模」。45周年記念商品「HUGme（ハグミ―）」発売。
- 2024年（令和6年）1月 - ギネス世界記録三冠認定（4年連続）「年間注文住宅受注実績」「年間太陽光搭載住宅建築実績」「住宅工場規模」。

## ネットワーク
- 本社 - 東京都江東区木場5-10-10
- 浜松本社 - 静岡県浜松市中央区大久保町1227-6
- 拠点数 - 約500ヶ所
- 工場 - 18ヶ所

## 一条工務店グループ
- 株式会社一条工務店仙台（岩手県奥州市）：岩手県南部・宮城県
- 株式会社一条工務店宮城（仙台市若林区）：宮城県
- 株式会社一条工務店群馬（群馬県前橋市）：群馬県
- 株式会社タカノホーム事業部タカノ一条ホーム（通称：タカノ一条ホーム、富山県富山市）：富山県・石川県
- 下津井電鉄株式会社住宅事業部（通称：一条工務店岡山、岡山市南区）：岡山県南部
- 株式会社一条工務店広島（広島県福山市）：広島県
- ICHIJO USA Co.Ltd （アメリカ・オレゴン州、ワシントン州）